# NGC 78A
NGC 78A es una galaxia espiral barrada localizada en la constelación de Piscis.